# Рогівська сільська рада (Маньківський район)
Рогівська сільська́ ра́да — адміністративно-територіальна одиниця та орган місцевого самоврядування в Маньківському районі Черкаської області. Адміністративний центр — село Роги.

## Загальні відомості
- Населення ради: 1 102 особи (станом на 2001 рік)

## Населені пункти
Сільській раді підпорядковані населені пункти:
- с. Роги

## Склад ради
Рада складається з 16 депутатів та голови.
- Голова ради: Івасюк Валерій Аксентійович
- Секретар ради: Савранська Наталія Миколаївна

### Керівний склад попередніх скликань
| Прізвище, ім'я, по батькові | Основні відомості                                                 | Дата обрання | Дата звільнення |
| --------------------------- | ----------------------------------------------------------------- | ------------ | --------------- |
| Івасюк Валерій Аксентійович | Сільський голова, 1961 року народження, освіта вища, безпартійний | 26.03.2006   | 31.10.2010      |
| Івасюк Валерій Аксентійович | Сільський голова, 1961 року народження, освіта вища, безпартійний | 31.10.2010   |                 |

Примітка: таблиця складена за даними сайту Верховної Ради України

### Депутати
За результатами місцевих виборів 2010 року депутатами ради стали:

#### За суб'єктами висування
| Суб'єкт висування           | Кількість обраних депутатів | %    |
| --------------------------- | --------------------------- | ---- |
| Самовисування               | 8                           | 50   |
| Народна партія              | 4                           | 25   |
| Партія регіонів             | 3                           | 18,8 |
| Комуністична партія України | 1                           | 6,3  |

#### За округами
| № округу                    | Прізвище, ім'я, по батькові   | Дата визнання обраним | Освіта             | Партійна приналежність           | Відомості про обраного депутата                              |
| --------------------------- | ----------------------------- | --------------------- | ------------------ | -------------------------------- | ------------------------------------------------------------ |
| Комуністична партія України |                               |                       |                    |                                  |                                                              |
| 7                           | Карпенко Лідія Миколаївна     | 04.11.2010            | середня спеціальна | позапартійна                     | Рогівський фельдшерсько-акушерський пункт, завідувачка ФАПом |
| Народна Партія              |                               |                       |                    |                                  |                                                              |
| 1                           | Кошман Олена Вікторівна       | 04.11.2010            | вища               | позапартійна                     | тимчасово не працює                                          |
| 2                           | Бака Марина Вікторівна        | 04.11.2010            | середня спеціальна | позапартійна                     | ПП «Ковтюшенко», продавець                                   |
| 9                           | Пономар Галина Анатоліївна    | 04.11.2010            | середня спеціальна | позапартійна                     | Рогівський ДНЗ «Барвінок», вихователь                        |
| 15                          | Лещенко Лідія Володимирівна   | 04.11.2010            | середня спеціальна | позапартійна                     | Рогівський фельдшерсько-акушерський пункт, молодша медсестра |
| Партія регіонів             |                               |                       |                    |                                  |                                                              |
| 4                           | Стороженко Наталія Олексіївна | 04.11.2010            | вища               | член Партії регіонів             | Рогівська загальноосвітня школа I-III ст., вчитель           |
| 5                           | Нишпора Наталія Олексіївна    | 04.11.2010            | середня спеціальна | позапартійна                     | тимчасово не працює                                          |
| 6                           | Кудрон Неля Григорівна        | 04.11.2010            | середня спеціальна | член Партії регіонів             | Рогівський фельдшерсько-акушерський пункт, медсестра         |
| Самовисування               |                               |                       |                    |                                  |                                                              |
| 3                           | Хиленко Микола Анатолійович   | 04.11.2010            | середня            | позапартійний                    | тимчасово не працює                                          |
| 8                           | Фіголь Станіслав Вікторович   | 04.11.2010            | вища               | член Української Народної Партії | фермерське господарство «Фіголя», голова СФГ                 |
| 10                          | Кононюк Іван Васильович       | 04.11.2010            | вища               | позапартійний                    | фермерське господарство «Кононюка», голова СФГ               |
| 11                          | Гейко Тетяна Петрівна         | 04.11.2010            | середня спеціальна | позапартійна                     | тимчасово не працює                                          |
| 12                          | Вельган Ніна Олександрівна    | 04.11.2010            | вища               | позапартійна                     | Рогівська загальноосвітня школа I-III ст., вчитель           |
| 13                          | Перникоза Валентина Борисівна | 04.11.2010            | вища               | позапартійна                     | Рогівська сільська рада, архієваріус                         |
| 14                          | Ковбасюк Віра Олександрівна   | 04.11.2010            | середня спеціальна | позапартійна                     | Рогівська сільська рада, головний бухгалтер                  |
| 16                          | Савранська Наталія Миколаївна | 04.11.2010            | середня спеціальна | позапартійна                     | Рогівська сільська рада, секретар                            |